# John Wick 4
John Wick 4 (John Wick: Chapter 4) è un film del 2023 diretto da Chad Stahelski.
La pellicola, con protagonista Keanu Reeves, è il sequel di John Wick 3 - Parabellum (2019), nonché quarto capitolo dell'omonimo franchise. Il film è interpretato anche da Ian McShane, Laurence Fishburne, Donnie Yen, Bill Skarsgård, Shamier Anderson, Hiroyuki Sanada e Lance Reddick.

## Trama
Dopo essere sfuggito alla morte, John Wick si nasconde sottoterra a New York con il re di Bowery, preparandosi alla vendetta contro la Gran Tavola. Inizialmente John si reca in Marocco e uccide Il Reggente, l'unico individuo al di sopra della Gran Tavola. Tale evento fa sì che il direttore del New York Continental Hotel Winston Scott e il suo concierge, Charon, vengano convocati dal Marchese Vincent Bisset de Gramont, un membro di spicco della Gran Tavola, il quale ha appena ricevuto pieni poteri e risorse da essa per fermare John. Per il suo fallimento nell'assassinare John, de Gramont priva Winston delle sue funzioni di direttore, fa distruggere il Continental e giustizia Charon. De Gramont si reca quindi a Parigi e arruola Caine, un assassino cieco in pensione della Gran Tavola e vecchio amico di John, per ucciderlo, minacciando di uccidere altrimenti sua figlia.
Nel frattempo, John si rifugia all'Osaka Continental, gestito dal suo amico Shimazu Koji. Gli assassini assoldati da De Gramont, guidati dal suo braccio destro Chidi, arrivano con Caine per uccidere John. Akira, figlia di Koji e concierge dell'hotel, ordina l'evacuazione dell'albergo e si unisce al padre, a John e al personale dell'hotel per combattere gli assassini della Gran Tavola, con il risultato che la donna venga ferita. Nella sua fuga, John combatte un'altra ondata di assassini, seguito da Caine. I due vengono interrotti da "Nessuno", un sicario che insegue John per intascare la taglia messa sulla sua testa, che però lo lascia andare dopo aver deciso che i soldi promessi sono ancora insufficienti. Nella fuga, Caine uccide Koji in un duello, mentre Akira fugge giurando vendetta.
John torna a New York e, sulla tomba di Charon, incontra un Winston vendicativo. Al fine di farlo uscire fuori dal violento e sanguinoso circolo vizioso in cui ormai si ritrova da troppo tempo, Winston suggerisce a John di sfidare de Gramont a duello poiché, secondo le antiche regole della Tavola, la vittoria lo libererebbe dai suoi obblighi verso di essa. In base alle stesse regole però, John può chiedere un duello solo per conto di una famiglia criminale che siede alla Gran Tavola. Avendo precedentemente reciso i suoi legami con la Ruska Roma, John si reca al loro quartier generale a Berlino per riunirsi al sindacato. Sua sorella adottiva Katia accetta di far rientrare John nella famiglia in cambio dell'uccisione di Killa, un membro tedesco della Gran Tavola che ha giustiziato Pyotr, il padre della ragazza, che era il leader della Ruska Roma.
John lo trova nel suo nightclub e lo uccide in un turbolento corpo a corpo, ottenendo il reintegro nella Ruska Roma. In questo modo, sfida formalmente de Gramont attraverso Winston, che, in caso di vittoria di John, chiede anche la ricostruzione del Continental di New York con il suo reintegro come manager. A Parigi, John e de Gramont decidono i parametri del loro duello in un incontro moderato dall'Harbinger, l'emissario della Tavola. De Gramont, com'è suo diritto, nomina un riluttante Caine per combattere al suo posto. Il duello si svolgerà all'alba successiva al Sacré-Cœur, e l'Harbinger informa John che sia lui che Winston saranno giustiziati se non si presenteranno in tempo. Nel frattempo, il re di Bowery li raggiunge a Parigi per dare a John una nuova arma e un completo balistico.
De Gramont cerca di impedire a John di presentarsi al duello mettendo su di lui una taglia di 26 milioni di dollari. John combatte contro orde di assassini sulla strada per il Sacré-Cœur, tra cui "Nessuno" (il quale spinge un infuriato De Gramont a elevare ulteriormente la taglia di John a 40 milioni di dollari per entrare finalmente in azione), che tuttavia smette di dare la caccia all'uomo dopo che questi ha salvato il suo cane dall'essere ucciso da Chidi. In memoria della loro vecchia amicizia, Caine interviene e aiuta John a lottare per salire le scale che portano al Sacré-Cœur, eliminando tutti i mercenari che si trovano davanti; Chidi quasi uccide John, ma viene attaccato dal cane di "Nessuno", per poi essere giustiziato da quest'ultimo con un colpo di fucile in piena fronte. John e Caine raggiungono appena in tempo la chiesa per il duello.
Armati di pistole, John e Caine si sfidano, ferendosi reciprocamente nei primi due turni. Al terzo round, tuttavia, Caine riesce a sparare a John, ferendolo gravemente all'addome. Volendo dare personalmente a John il colpo di grazia, l'arrogante de Gramont rivendica per sé il coup de grâce e strappa di mano la pistola a Caine per giustiziare John, ma quest'ultimo, che astutamente non aveva ancora fatto fuoco nel terzo turno, gli spara in testa, uccidendolo e ponendo fine alla sua salita al potere. L'Harbinger dichiara concluso il duello, concedendo a Caine e John la libertà dalla Gran Tavola e ripristinando la posizione di Winston.
Finalmente libero, ma indebolito dalle numerose ferite riportate, John si siede sui gradini delle scale di fronte alla chiesa e, dopo aver ammirato l'alba e aver riflettuto sul suo matrimonio e sulla sua vita, si accascia a terra privo di sensi dopo aver invocato il nome di Helen, la sua amata moglie defunta. Qualche tempo dopo, Winston e il re di Bowery, che ha adottato il cane di John, si trovano al cimitero, dove danno l'addio al loro amico dopo averlo seppellito proprio accanto a Helen. 
Nella scena post-titoli di coda, Caine si trova a Parigi e, mentre cerca di avvicinarsi alla figlia per poterla finalmente riabbracciare, viene avvicinato dalla vendicativa Akira, armata di coltello.

## Produzione

### Sviluppo
Il 20 maggio 2019 è stato annunciato lo sviluppo del film.

### Cast
Nel giugno 2021, Laurence Fishburne, Hiroyuki Sanada, Donnie Yen, Bill Skarsgård, Shamier Anderson e Scott Adkins si sono uniti al cast della pellicola. Il mese successivo è stato confermato che Lance Reddick avrebbe ripreso il suo ruolo di Charon, e Ian McShane quello di Winston. Clancy Brown è entrato a far parte del cast ad agosto.

### Riprese
Le riprese principali sono iniziate il 28 giugno 2021, e si sono concluse il 27 ottobre 2021. Esse si sono svolte a Berlino, a Parigi, in Giappone e in Giordania.

## Promozione
Il trailer è stato distribuito il 23 luglio 2022.
Durante la lunga sequenza notturna a Parigi, la caccia a John Wyck è scandita dall'incitamento all'inseguimento da parte di una speacker radiofonica, citazione dal film I guerrieri della notte (The Warriors) del 1979, diretto da Walter Hill.
Il primo brano lanciato dalla speacker, Nowhere to run, cantato da Lisa Colette, è la rivisitazione dell'omonimo originale di Martha Reeves & The Vandellas, con il quale  in The Warriors si apre la medesima scena.

## Distribuzione
Il film è stato presentato al South by Southwest il 13 marzo 2023 e distribuito nelle sale cinematografiche italiane dal 23 marzo e in quelle statunitensi il 24 dello stesso mese.
La data di uscita era stata inizialmente fissata per il 27 maggio 2022, prima di essere posticipata a causa dell'uscita in contemporanea di Top Gun: Maverick.
Nel giugno 2023 il regista Chad Stahelski ha annunciato il rilascio di una versione estesa del film contenente ulteriore materiale aggiuntivo.

## Accoglienza

### Incassi
A fronte di un budget di 100 milioni di dollari, la pellicola ha incassato 187131806 $ in Nord America e 253048469 $ nel resto del mondo, per un totale di 440180275 $, diventando così la pellicola più redditizia del franchise.

### Critica
Il film è stato accolto positivamente dalla critica. Sull'aggregatore di recensioni Rotten Tomatoes ha un indice di gradimento del 94% basato su 382 recensioni, con un voto medio di 8,1 su 10. Su Metacritic ottiene un punteggio di 78 su 100 basato su 58 recensioni.
È stato eletto film dell'anno dalla rivista e sito web di critica cinematografica Sentieri selvaggi, dedicando al film e alla saga un ampio speciale.

## Sequel e Spin-off
Una settimana dopo l'uscita del quarto capitolo, il presidente della Lionsgate Joe Drake ha aperto alla possibilità di un quinto capitolo. Dopo diverse indiscrezioni, anche Chad Stahelski e Keanu Reeves hanno aperto a un nuovo film, a patto che ci siano le condizioni giuste e che il fisico dell'attore canadese gli permetta di rientrare nel ruolo. Il franchise si è espanso ulteriormente con una serie televisiva prequel/spin-off The Continental, incentrata sull'hotel che fa da copertura alla società segreta criminale, e il film spin-off Ballerina, ambientato tra gli eventi del terzo e del quarto capitolo.